# Vozokany (okres Topoľčany)
Vozokany (Hongaars: Végvezekény) is een Slowaakse gemeente in de regio Nitra, en maakt deel uit van het district Topoľčany.
Vozokany telt 339 inwoners.